# Christine Chubbuck
Christine Chubbuck (Hudson, Ohio, USA, 1944. augusztus 24. – Sarasota, Florida, USA, 1974. július 15.) amerikai riporter, majd műsorvezető volt, aki a WTOG, majd WXLT-TV televízióadóknál dolgozott Floridában. Öngyilkosságot követett el a kamerák előtt, élő adásban.

## Élete
Chubbuck Hudson városában, Ohio állam területén született, Margaretha D., becenevén Peg (1921–1994) és George Fairbanks Chubbuck (1918–2015) gyermekeként. Két testvére volt, Greg és Tim. Tanulmányait először a Shaker Heights-i Laurel leányiskolában kezdte, majd 1 évig az Ohiói Állami Egyetemen később a Massachusettsi Endicott Egyetemen folytatta, mielőtt diplomát szerzett rádiózás-televíziózás terén a Bostoni Egyetemen 1965-ben.
Floridában élt, ahová anyja és Greg testvére is követte szüleik válásakor. Szeretett segíteni másokon: jelentkezett egy sarasotai kórházba, hogy bábelőadásokat tartson értelmi fogyatékos kisgyerekeknek. Munkái során rádióműsort és televíziós műsorokat is vezetett. Karrierje mindent összevetve felfelé ívelt. Az amerikai ABC tulajdonában lévő WXLT-TV vezetője, Bob Nelson először riporterként alkalmaztatta, majd később tehetségére apellálva egy külön műsort is adott neki Suncoast Digest címmel, melyet reggel 9 órától lehetett megtekinteni.
Műsorának nézettsége az idők során folyamatosan nőtt, ugyanis Chubbuck munkáját komolyan véve, műsorába a Sarasota területét érintő fontos témákhoz igazodva hívta meg vendégeit. Ezt igazolja, hogy a halála után az akkori erdészeti és természetvédelmi díjat a Floridai Mezőgazdasági Minisztérium neki ítélte volna oda.

## Halála

### Tettének okai
Halála előtt már évek óta depresszióban szenvedett, ennek eredményeképpen korábban is megfogalmazott már öngyilkos gondolatokat környezetének. 16 évesen egy autóbaleset következtében elvesztette 23 éves barátját, majd egyetemi évei alatt egy kapcsolatának saját édesapja vetett véget a 30 éves férfi kora miatt. Évekkel később, 28 éves korában egyik petefészkét műtét során eltávolították, majd az orvosok közölték vele, hogy ha 2 éven belül nem lesz terhes, valószínűleg soha nem lehet gyermeke. Ez szintén nagy tragédia volt számára, ugyanis egyedülálló nő volt, és nagyon szeretett volna gyereket. Mindezek mellett Chubbuck reménytelenül szerelmes volt kollégájába, George Peter Ryanbe, ám a férfi a csatorna egyik sportriporterével, és nem mellesleg Chubbuck egyik legjobb barátnőjével jött össze. A munkájában is kezdett kényszerpályára kerülni, hiszen a csatorna vezetősége már nem akarta, hogy érvényesüljön Chubbuck korrekt és fontos tájékoztatása. Ehelyett inkább durva és szenzációhajhász híreket akartak szerepeltetni műsorában, melyektől a fiatal műsorvezetőnő elhatárolódott. Ezt egy 2007-ben készült dokumentumfilmben árulta el Greg bátyja.

#### Öngyilkossága
Három héttel halála előtt Chubbuck engedélyt kért a csatorna hírigazgatójától, hogy anyagot készíthessen az öngyilkosság témájáról. Az engedélyt megkapta, és ennek ürügyén részletesen kikérdezte a sarasotai seriffhivatal egyik munkatársát a lehetséges öngyilkossági módszerekről, különös figyelmet szentelve a 38-as kaliberű revolverek használatának. Nyolc nappal a tragikus reggel előtt Chubbuck az egyik hírolvasónak, Rob Smithnek azt is elárulta, hogy vett egy fegyvert. Amikor az rákérdezett, minek az neki, azt válaszolta: „Hát, Rob, támadt egy remek ötletem. Arra gondoltam, hogy behozom a melóba, és a műsorom közben agyonlövöm magam.” Az azt hitte, kolléganője csak viccel. Július 15-én a revolvert is bevitte a munkahelyére. A reggeli műsorát a hírekkel kezdte. Az utolsó közülük egy előző napi lövöldözésről szólt. Miután befejezte a hírek felolvasását, a 8. percben egyenesen a kamerákba nézett, és azt mondta: 
„A Channel 40 mindig frissen, élőben szállítja a legfrissebb vért és kiontott beleket, én ehhez igazodva bemutatom önöknek az első öngyilkossági kísérletet.”
Ekkor a bemondópult alól előhúzta a revolverét, és élő adásban, miközben minden kamera őt vette, fejbe lőtte magát. A rendező azonnal elsötétítette az összes kamerát. Chubbuckot a Sarasotai Kórházba szállították, ahol 14 óra múlva állapították meg halálának beálltát. Egyik munkatársa később talált Christine anyagai között egy készre írt hírt, amelyben harmadik személyben tudósít a saját öngyilkossági kísérletéről. Búcsúztatásán, melynek keretein belül hamvait a Mexikói-öbölbe szórták, nagyjából 120 ember vett részt, köztük a műsorvezetőnő kedvenc énekese, Roberta Flack is.
A tragédiát rögzítő egyetlen tekercsről sok legenda kering. A valóság az, hogy a valódi tekercs a riporternő családjánál volt, míg ők meg nem semmisítették azt. Ám 2016 júniusában kiderült, hogy a tekercs egy másolata még létezik, és a csatorna tulajdonosa, bizonyos Robert Nelson őrizte haláláig. Most az ő özvegyének birtokában van ez a felvétel, ám ő még nem hajlandó ezt a nyilvánosság elé tárni.

#### Halálának hatásai
Tettének véres története az egész világon elterjedt. Egyesek tettében a jelenlegi média és hírszolgáltatás elleni lázadást látják, hogy ezzel állt ki a tévézés valódi értékei mellett. Gondolják ezt annak ellenére, hogy nagyon sok más, magánéleti tényező is szerepet játszott öngyilkosságában. Talán ennek a médiakritikus álláspontnak is köszönhető, hogy a Hálózat című világhírű filmnek sok jelenete az ő életének eseményein alapszik.
Haláláról már írtak dalokat és könyveket is.
2016-ban két filmet is készítettek életéről. A Christine című játékfilmet Rebecca Hall főszereplésével és a Kate Plays Christine című dokumentumfilmet, amelyeket először a Sundance Filmfesztiválon mutattak be.